# Opus caementicium

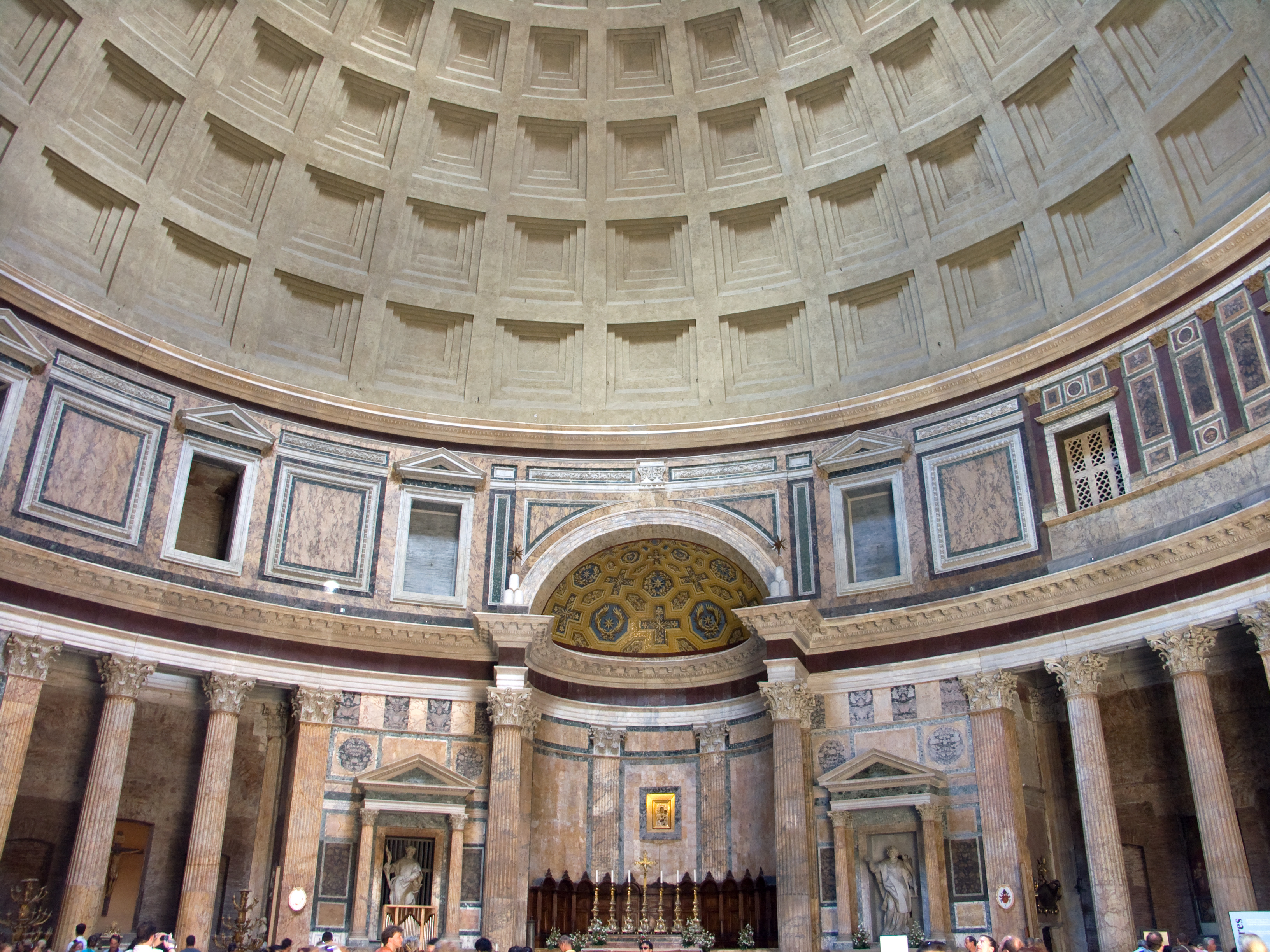
Volta immensa del Panteó de Roma feta amb opus caementicium

L'opus caementicium o betó romà (del llatí caementum, 'pedra sense tallar, runa') és un tipus d'obra feta de morter i de pedres de tota classe (de runa, per exemple) i té l'aparença del formigó. La barreja es feia a peu d'obra, alternant palades de morter amb còdols.
El betó romà es podia emprar tot sol, donant-li forma dins d'una carcassa, o emprar-lo per omplir els espais entre parets i voltes o entre dues parets de blocs rectangulars de pedra (d'opus quadratum, opus vittatum i opus reticulatum). A mesura que s'anava pujant la paret, s'hi podien posar filades de maons travessades a l'ample de la paret, fet que permetia regularitzar i reforçar el conjunt per l'efecte d'encadenament.
L'opus caementicium és una de les claus de l'èxit arquitectònic de les construccions romanes, per la seva velocitat d'execució i la solidesa de la construcció un cop acabada. Va permetre la realització d'un tipus de volta monobloc (anomenada volta de betó), amb una obertura o òcul de diverses desenes de metres, com a la Basílica de Maxenci o el Panteó d'Agripa.

## Referències històriques

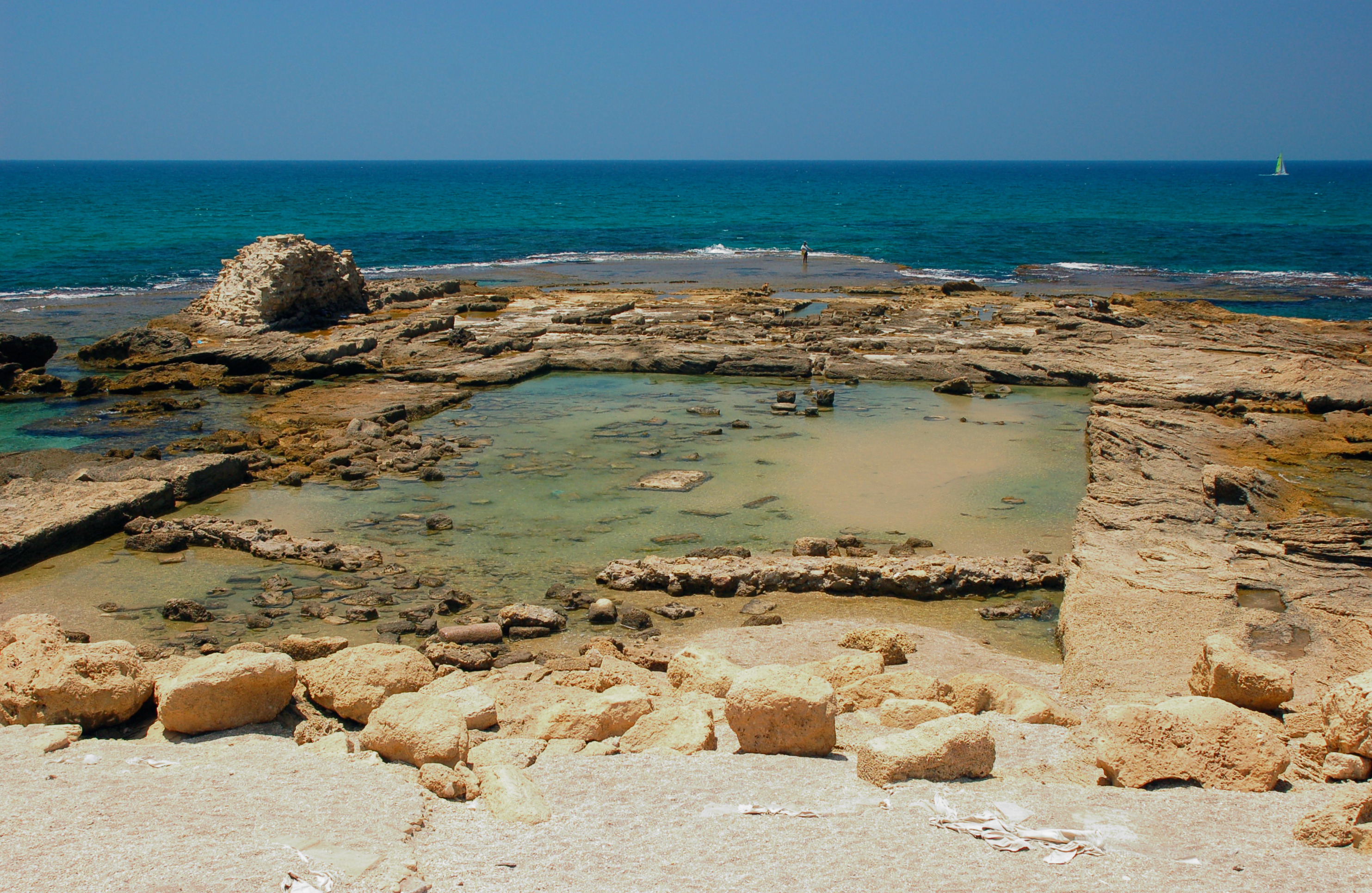
Cesarea Marítima és el primer exemple conegut d'haver utilitzat la tecnologia de formigó romà sota el mar a una escala tan gran.

## Propietats del material

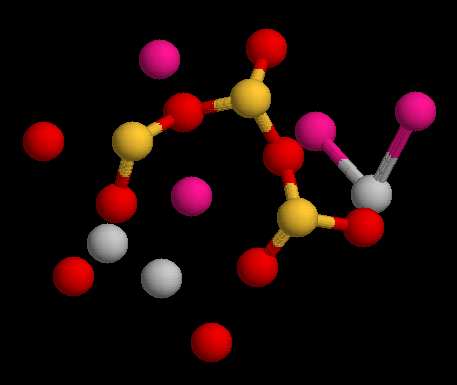
Estructura cristal·lina de la tobermorita : cèl·lula elemental.